# Sara Petersen
Sara Petersen (Nykøbing Falster, Dinamarca, 9 de abril de 1987) es una atleta danesa, especializada en la prueba de 400 m vallas en la que llegó a ser subcampeona olímpica en 2016.

## Carrera deportiva
En los JJ. OO. de Río 2016 ganó la medalla de plata en los 400 metros vallas, con un tiempo de 53.55 segundos que fue récord nacional de su país, llegando a la meta tras la estadounidense Dalilah Muhammad (oro con 53.13 s) y por delante de otra estadounidense Ashley Spencer (bronce con 53.72 s).
Ese mismo año también ganó la medalla de oro en la misma prueba en el Campeonato Europeo de Atletismo de Ámsterdam 2016, con un tiempo de 55.12 segundos, llegando por delante de la polaca Joanna Linkiewicz y la suiza Lea Sprunger (bronce).